# Roumanie aux Jeux olympiques d'été de 2020
La Roumanie participe aux Jeux olympiques de 2020 à Tokyo au Japon. Il s'agit de sa 22e participation à des Jeux d'été.

## Médaillés
| Sport  | Discipline             | Athlète(s)                          | Performance   | Date       |
| ------ | ---------------------- | ----------------------------------- | ------------- | ---------- |
| Aviron | Deux de couple féminin | Nicoleta-Ancuța Bodnar Simona Radiș | 6 min 41 s 03 | 28 juillet |

| Sport   | Discipline                   | Athlète(s)                                                                        | Performance             | Date       |
| ------- | ---------------------------- | --------------------------------------------------------------------------------- | ----------------------- | ---------- |
| Escrime | Épée féminine individuelle   | Ana Maria Popescu                                                                 | Sun Yiwen Défaite 10-11 | 24 juillet |
| Aviron  | Quatre sans barreur masculin | Mihăiță Vasile Țigănescu Mugurel Semciuc Ștefan Constantin Berariu Cosmin Pascari | 5 min 43 s 13           | 28 juillet |
| Aviron  | Deux sans barreur masculin   | Marius Cozmiuc Ciprian Tudosă                                                     | 6 min 16 s 58           | 29 juillet |

## Athlètes engagés
| Sport           | Hommes | Femmes | Total |
| --------------- | ------ | ------ | ----- |
| Athlétisme      | 4      | 6      | 10    |
| Aviron          | 17     | 19     | 36    |
| Basket-ball     | 0      | 4      | 4     |
| Boxe            | 1      | 1      | 2     |
| Canoë-kayak     | 2      | 0      | 2     |
| Cyclisme        | 2      | 0      | 2     |
| Escrime         | 1      | 1      | 2     |
| Football        | 18     | 0      | 18    |
| Gymnastique     | 1      | 2      | 3     |
| Judo            | 2      | 1      | 3     |
| Lutte           | 2      | 3      | 5     |
| Natation        | 3      | 1      | 4     |
| Tennis          | 0      | 3      | 3     |
| Tennis de table | 1      | 3      | 4     |
| Tir             | 0      | 1      | 1     |
| Tir à l'arc     | 0      | 1      | 1     |
| Triathlon       | 1      | 0      | 1     |
| Total           | 55     | 46     | 101   |

## Résultats

### Athlétisme
| Athlète         | Épreuve         | 1er tour     | 1er tour    | Demi-finale | Demi-finale | Finale         | Finale   |
| Athlète         | Épreuve         | Temps        | Rang        | Temps       | Rang        | Temps          | Rang     |
| --------------- | --------------- | ------------ | ----------- | ----------- | ----------- | -------------- | -------- |
| Marius Cocioran | 50 km marche    | Non disputé  | Non disputé | Non disputé | Non disputé | 4 h 1 min 43 s | 24e      |
| Andrea Miklós   | 400 m féminin   | Forfait      | Forfait     | Forfait     | Forfait     | Forfait        | Forfait  |
| Claudia Bobocea | 1 500 m féminin | 4 min 9 s 19 | 33e         | Éliminée    | Éliminée    | Éliminée       | Éliminée |

| Athlète          | Épreuve                    | Qualification | Qualification | Finale      | Finale   |
| Athlète          | Épreuve                    | Performance   | Rang          | Performance | Rang     |
| ---------------- | -------------------------- | ------------- | ------------- | ----------- | -------- |
| Andrei Toader    | Lancer du poids masculin   | 19,81 m       | 26e           | Éliminé     | Éliminé  |
| Alin Firfirică   | Lancer du disque masculin  | 61,90 m       | 16e           | Éliminé     | Éliminé  |
| Alexandru Novac  | Lancer du javelot masculin | 83,27 m       | 7e            | 79,29 m     | 12e      |
| Daniela Stanciu  | Saut en hauteur féminin    | 1,90 m        | 18e           | Éliminée    | Éliminée |
| Florentina Iusco | Saut en longueur féminin   | 6,36 m        | 20e           | Éliminée    | Éliminée |
| Alina Rotaru     | Saut en longueur féminin   | 6,51 m        | 17e           | Éliminée    | Éliminée |
| Bianca Ghelber   | Lancer du marteau féminin  | 71,72 m       | 11e           | 74,18 m     | 6e       |

### Aviron
| Athlète | Compétition                         | Série         | Série | Repêchages     | Repêchages     | Demi-finale                   | Demi-finale | Finale                 | Finale                             |
| Athlète | Compétition                         | Temps         | Rang  | Temps          | Rang           | Temps                         | Rang        | Temps                  | Rang                               |
| --- | ----------------------------------- | ------------- | ----- | -------------- | -------------- | ----------------------------- | ----------- | ---------------------- | ---------------------------------- |
| Marius Cozmiuc Ciprian Tudosă | Deux sans barreur masculin          | 6 min 33 s 86 | 1er   | Non concernés  | Non concernés  | Demi-finale A/B 3 min 13 s 51 | 1er         | Finale A 6 min 16 s 58 | Médaille d'argent, Jeux olympiques |
| Marian Enache Ioan Prundeanu | Deux de couple masculin             | 3 min 16 s 62 | 3e    | Non concernés  | Non concernés  | Demi-finale A/B 6 min 29 s 55 | 5e          | Finale B 6 min 16 s 86 | 9e                                 |
| Ștefan Constantin Berariu Cosmin Pascari Mugurel Semciuc Mihăiță Vasile Țigănescu                                                                      | Quatre sans barreur masculin        | 6 min 3 s 51  | 4e    | 6 min 9 s 72   | 1er            | Non disputé                   | Non disputé | Finale A 5 min 43 s 13 | Médaille d'argent, Jeux olympiques |
| Alexandru Chioseaua Florin Lehaci Constantin Radu Sergiu Bejan Vlad Aicoboae Constantin Adam Florin Arteni Ciprian Huc Adrian Munteanu (barreur)       | Huit masculin                       | 5 min 39 s 84 | 3e    | 5 min 27 s 14  | 5e             | Non disputé                   | Non disputé | Éliminés               | Éliminés                           |
| Adriana Ailincăi Iuliana Buhuș | Deux sans barreur féminin           | 7 min 20 s 36 | 2e    | Non concernées | Non concernées | Demi-finale A/B 6 min 58 s 55 | 4e          | Finale B 7 min 1 s 02  | 9e                                 |
| Nicoleta-Ancuța Bodnar Simona Radiș | Deux de couple féminin              | 6 min 49 s 79 | 1re   | Non concernées | Non concernées | Demi-finale A/B 7 min 4 s 31  | 1re         | Finale A 6 min 41 s 03 | Médaille d'or, Jeux olympiques     |
| Gianina Beleagă Ionela-Livia Cozmiuc | Deux de couple poids légers féminin | 7 min 1 s 74  | 1re   | Non concernées | Non concernées | Demi-finale A/B 6 min 42 s 08 | 3e          | Finale A 6 min 49 s 40 | 6e                                 |
| Madalina Heghes Elena Logofatu Cristina Popescu Roxana Anghel                                                                                          | Quatre sans barreur féminin         | 6 min 40 s 02 | 3e    | 6 min 47 s 38  | 3e             | Non disputé                   | Non disputé | Finale B 6 min 35 s 12 | 9e                                 |
| Magdalena Rusu Viviana Bejinariu Georgiana Dedu Maria Tivodraiu Ioana Vrînceanu Amalia Beres Mădălina Bereș Denisa Tîlvescu Daniela Druncea (barreuse) | Huit féminin                        | 6 min 9 s 95  | 2e    | 5 min 52 s 99  | 1re            | Non disputé                   | Non disputé | Finale A 6 min 4 s 06  | 6e                                 |

### Basket-ball à trois
| Épreuve         | Phase de poules     | Phase de poules    | Phase de poules      | Phase de poules          | Phase de poules         | Phase de poules   | Phase de poules      | Phase de poules | Quart de finale  | Demi-finale      | Finale / MB      | Rang |
| Épreuve         | Adversaire Score    | Adversaire Score   | Adversaire Score     | Adversaire Score         | Adversaire Score        | Adversaire Score  | Adversaire Score     | Rang            | Adversaire Score | Adversaire Score | Adversaire Score | Rang |
| --------------- | ------------------- | ------------------ | -------------------- | ------------------------ | ----------------------- | ----------------- | -------------------- | --------------- | ---------------- | ---------------- | ---------------- | ---- |
| Tournoi féminin | Chine Défaite 10-21 | Japon Défaite 8-20 | Italie Défaite 14-22 | États-Unis Défaite 11-22 | Mongolie Victoire 22-14 | ROC Défaite 12-21 | France Défaite 12-22 | 7e              | Éliminées        | Éliminées        | Éliminées        | 7e   |

### Boxe
| Athlète         | Catégorie               | 1/16e de finale     | 1/8e de finale      | Quart de finale     | Demi-finale         | Finale              | Rang     |
| Athlète         | Catégorie               | Adversaire Résultat | Adversaire Résultat | Adversaire Résultat | Adversaire Résultat | Adversaire Résultat | Rang     |
| --------------- | ----------------------- | ------------------- | ------------------- | ------------------- | ------------------- | ------------------- | -------- |
| Cosmin Gîrleanu | Mouches hommes (-52 kg) | Asenov Défaite 0-5  | Éliminé             | Éliminé             | Éliminé             | Éliminé             | Éliminé  |
| Claudia Nechita | Plumes femmes (-57 kg)  | Exemptée            | Ali Victoire 5-0    | Irie Défaite 2-3    | Éliminée            | Éliminée            | Éliminée |

### Canoë-kayak
| Athlète                          | Compétition | Série          | Série | Quarts de finale | Quarts de finale | Demi-finale    | Demi-finale | Finale Finale B Finale C | Finale Finale B Finale C |
| Athlète                          | Compétition | Temps          | Rang  | Temps            | Rang             | Temps          | Rang        | Temps                    | Rang                     |
| -------------------------------- | ----------- | -------------- | ----- | ---------------- | ---------------- | -------------- | ----------- | ------------------------ | ------------------------ |
| Cătălin Chirilă                  | C1 1 000 m  | 4 min 5 s 617  | 1er   | Exempté          | Exempté          | 4 min 9 s 397  | 6e          | Finale B 4 min 3 s 973   | 11e                      |
| Victor Mihalachi                 | C1 1 000 m  | 4 min 39 s 865 | 5e    | 4 min 15 s 007   | 5e               | Éliminé        | Éliminé     | Éliminé                  | Éliminé                  |
| Cătălin Chirilă Victor Mihalachi | C2 1 000 m  | 4 min          | 5e    | 3 min 51 s 565   | 3e               | 3 min 27 s 399 | 2e          | 3 min 29 s 285           | 5e                       |

### Cyclisme
| Athlète              | Compétition            | Temps   | Rang    |
| -------------------- | ---------------------- | ------- | ------- |
| Eduard-Michael Grosu | Course en ligne hommes | Abandon | Abandon |

| Athlète      | Compétition | Temps          | Rang |
| ------------ | ----------- | -------------- | ---- |
| Vlad Dascalu | Hommes      | 1 h 26 min 3 s | 7e   |

### Escrime
| Athlète           | Compétition    | 1/32e de finale        | 1/16e de finale         | 1/8e de finale      | Quarts de finale        | Demi-finale Classement 5-8 | Finale 3e place Classement 5e, 7e places | Rang                               |
| Athlète           | Compétition    | Adversaire Score       | Adversaire Score        | Adversaire Score    | Adversaire Score        | Adversaire Score           | Adversaire Score                         | Rang                               |
| ----------------- | -------------- | ---------------------- | ----------------------- | ------------------- | ----------------------- | -------------------------- | ---------------------------------------- | ---------------------------------- |
| Iulian Teodosiu   | Sabre masculin | Mamutov Victoire 15-11 | Curatoli Victoire 15-13 | Berrè Défaite 12-15 | Éliminé                 | Éliminé                    | Éliminé                                  | Éliminé                            |
| Ana Maria Popescu | Épée féminine  | Exemptée               | Tikanah Victoire 15-10  | Song Victoire 15-6  | Beljajeva Victoire 15-8 | Lehis Victoire 15-11       | Sun Défaite 10-11                        | Médaille d'argent, Jeux olympiques |

### Football
| Compétition      | Phase de groupe       | Phase de groupe          | Phase de groupe          | Phase de groupe | Quart de finale  | Demi-finale      | Finale / MB      | Finale / MB |
| Compétition      | Adversaire Score      | Adversaire Score         | Adversaire Score         | Rang            | Adversaire Score | Adversaire Score | Adversaire Score | Rang        |
| ---------------- | --------------------- | ------------------------ | ------------------------ | --------------- | ---------------- | ---------------- | ---------------- | ----------- |
| Tournoi masculin | Honduras Victoire 1-0 | Corée du Sud Défaite 0-4 | Nouvelle-Zélande Nul 0-0 | 3e              | Éliminés         | Éliminés         | Éliminés         | Éliminés    |

### Gymnastique artistique
| Athlète           | Compétition    | Qualifications | Qualifications | Finale  | Finale  |
| Athlète           | Compétition    | Note           | Rang           | Note    | Rang    |
| ----------------- | -------------- | -------------- | -------------- | ------- | ------- |
| Marian Drăgulescu | Saut de cheval | 13,999         | 16e            | Éliminé | Éliminé |

| Athlète         | Compétition      | Qualifications | Qualifications      | Qualifications | Qualifications | Qualifications | Qualifications | Finale   | Finale              | Finale   | Finale   | Finale   | Finale   |
| Athlète         | Compétition      | Appareil       | Appareil            | Appareil       | Appareil       | Total          | Rang           | Appareil | Appareil            | Appareil | Appareil | Total    | Rang     |
| Athlète         | Compétition      | Saut           | Barres asymétriques | Poutre         | Sol            | Total          | Rang           | Saut     | Barres asymétriques | Poutre   | Sol      | Total    | Rang     |
| --------------- | ---------------- | -------------- | ------------------- | -------------- | -------------- | -------------- | -------------- | -------- | ------------------- | -------- | -------- | -------- | -------- |
| Maria Holbură   | Concours général | 13,166         | 11,100              | 12,700         | 12,200         | 49,166         | 65e            | Éliminée | Éliminée            | Éliminée | Éliminée | Éliminée | Éliminée |
| Larisa Iordache | Poutre           | -              | -                   | 14,133         | -              | 14,133         | 4e             | Forfait  | Forfait             | Forfait  | Forfait  | Forfait  | Forfait  |

### Judo
| Athlète           | Compétition           | 1er tour              | 2e tour                 | Quart de finale     | Demi-finale         | Repêchage           | Finale / MB         | Rang     |
| Athlète           | Compétition           | Adversaire Résultat   | Adversaire Résultat     | Adversaire Résultat | Adversaire Résultat | Adversaire Résultat | Adversaire Résultat | Rang     |
| ----------------- | --------------------- | --------------------- | ----------------------- | ------------------- | ------------------- | ------------------- | ------------------- | -------- |
| Alexandru Raicu   | Moins de 73 kg hommes | Ōno Défaite 00-10     | Éliminé                 | Éliminé             | Éliminé             | Éliminé             | Éliminé             | Éliminé  |
| Vlăduț Simionescu | Plus de 100 kg hommes | Omar Victoire 10-00   | Khammo Défaite 00-01    | Éliminé             | Éliminé             | Éliminé             | Éliminé             | Éliminé  |
| Andreea Chițu     | Moins de 52 kg femmes | Nguyễn Victoire 10-00 | Giuffrida Défaite 00-10 | Éliminée            | Éliminée            | Éliminée            | Éliminée            | Éliminée |

### Lutte
| Athlète        | Compétition  | Huitièmes de finale  | Quarts de finale            | Demi-finale         | Repêchage              | Finale 3e place Classement | Rang     |
| Athlète        | Compétition  | Adversaire Résultat  | Adversaire Résultat         | Adversaire Résultat | Adversaire Résultat    | Adversaire Résultat        | Rang     |
| -------------- | ------------ | -------------------- | --------------------------- | ------------------- | ---------------------- | -------------------------- | -------- |
| Albert Saritov | 97 kg hommes | Conyedo Défaite 2-12 | Éliminé                     | Éliminé             | Éliminé                | Éliminé                    | Éliminé  |
| Emilia Vuc     | 50 kg femmes | Selishka Défaite 0-6 | Éliminée                    | Éliminée            | Éliminée               | Éliminée                   | Éliminée |
| Kriszta Incze  | 62 kg femmes | Sastin Victoire 3-1  | Tynybekova Défaite 0-6 (VT) | Non qualifiée       | Grigorjeva Défaite 1-3 | Éliminée                   | 8e       |

| Athlète              | Compétition | Huitième de finale  | Quart de finale     | Demi-finale         | Repêchage              | Finale 3e place Classement | Rang |
| Athlète              | Compétition | Adversaire Résultat | Adversaire Résultat | Adversaire Résultat | Adversaire Résultat    | Adversaire Résultat        | Rang |
| -------------------- | ----------- | ------------------- | ------------------- | ------------------- | ---------------------- | -------------------------- | ---- |
| Alin Alexuc-Ciurariu | 130 kg      | López Défaite 0-9   | Non qualifié        | Non qualifié        | Mirzazadeh Défaite 1-5 | Éliminé                    | 12e  |

### Natation
| Athlète               | Épreuve                   | Série         | Série | Demi-finale   | Demi-finale | Finale        | Finale   |
| Athlète               | Épreuve                   | Temps         | Rang  | Temps         | Rang        | Temps         | Rang     |
| --------------------- | ------------------------- | ------------- | ----- | ------------- | ----------- | ------------- | -------- |
| David Popovici        | 50 m nage libre masculin  | 22 s 77       | 40e   | Éliminé       | Éliminé     | Éliminé       | Éliminé  |
| David Popovici        | 100 m nage libre masculin | 48 s 03       | 8e    | 47 s 72       | 5e          | 48 s 04       | 7e       |
| David Popovici        | 200 m nage libre masculin | 1 min 45 s 32 | 4e    | 1 min 45 s 68 | 7e          | 1 min 44 s 68 | 4e       |
| Daniel Martin         | 100 m papillon masculin   | 55 s 09       | 53e   | Éliminé       | Éliminé     | Éliminé       | Éliminé  |
| Daniel Martin         | 100 m dos masculin        | 56 s 91       | 38e   | Éliminé       | Éliminé     | Éliminé       | Éliminé  |
| Robert Glință         | 100 m dos masculin        | 53 s 67       | 12e   | 53 s 20       | 8e          | 52 s 95       | 8e       |
| Robert Glință         | 200 m dos masculin        | 1 min 59 s 18 | 26e   | Éliminé       | Éliminé     | Éliminé       | Éliminé  |
| Bianca-Andreea Costea | 50 m nage libre féminin   | 25 s 61       | 31e   | Éliminée      | Éliminée    | Éliminée      | Éliminée |
| Bianca-Andreea Costea | 100 m nage libre féminin  | 56 s 35       | 35e   | Éliminée      | Éliminée    | Éliminée      | Éliminée |

### Tennis
| Athlète                       | Épreuve | 1/32e de finale               | 1/16e de finale                             | 1/8e de finale                   | Quarts de finale    | Demi-finale         | Finale / MB         | Rang      |
| Athlète                       | Épreuve | Adversaire Résultat           | Adversaire Résultat                         | Adversaire Résultat              | Adversaire Résultat | Adversaire Résultat | Adversaire Résultat | Rang      |
| ----------------------------- | ------- | ----------------------------- | ------------------------------------------- | -------------------------------- | ------------------- | ------------------- | ------------------- | --------- |
| Mihaela Buzărnescu            | Simple  | Riske Victoire 6-70, 7-5, 6-4 | Vondroušová Défaite 1-6, 2-6                | Éliminée                         | Éliminée            | Éliminée            | Éliminée            | Éliminée  |
| Monica Niculescu Raluca Olaru | Double  | Non disputé                   | Chan H-c. / L. Chan Victoire 7-5, 1-6, 10-6 | Perez / Stosur Défaite 6-73, 5-7 | Éliminées           | Éliminées           | Éliminées           | Éliminées |

### Tennis de table
| Athlète(s)                                       | Compétition        | Tour préliminaire | 1er tour         | 2e tour            | 3e tour                | 4e tour                        | Quarts de finale      | Demi-finale      | Finale / MB      | Rang      |
| Athlète(s)                                       | Compétition        | Adversaire Score  | Adversaire Score | Adversaire Score   | Adversaire Score       | Adversaire Score               | Adversaire Score      | Adversaire Score | Adversaire Score | Rang      |
| ------------------------------------------------ | ------------------ | ----------------- | ---------------- | ------------------ | ---------------------- | ------------------------------ | --------------------- | ---------------- | ---------------- | --------- |
| Ovidiu Ionescu                                   | Simple messieurs   | Exempté           | Yan Victoire 4-1 | Tsuboi Défaite 1-4 | Éliminé                | Éliminé                        | Éliminé               | Éliminé          | Éliminé          | Éliminé   |
| Elizabeta Samara                                 | Simple dames       | Exemptée          | Exemptée         | Exemptée           | Sawettabut Défaite 1-4 | Éliminée                       | Éliminée              | Éliminée         | Éliminée         | Éliminée  |
| Bernadette Szőcs                                 | Simple dames       | Exemptée          | Exemptée         | Exemptée           | Liu Défaite 2-4        | Éliminée                       | Éliminée              | Éliminée         | Éliminée         | Éliminée  |
| Daniela Dodean Elizabeta Samara Bernadette Szőcs | Par équipes femmes | Non disputé       | Non disputé      | Non disputé        | Non disputé            | Égypte Victoire 3-0            | Hong Kong Défaite 1-3 | Éliminées        | Éliminées        | Éliminées |
| Ovidiu Ionescu Bernadette Szőcs                  | Double mixte       | Non disputé       | Non disputé      | Non disputé        | Non disputé            | Pištej / Balážová Victoire 4-1 | Xu / Liu Défaite 0-4  | Éliminés         | Éliminés         | Éliminés  |

### Tir
| Athlète              | Compétition                  | Qualification | Qualification | Finale   | Finale   |
| Athlète              | Compétition                  | Points        | Rang          | Points   | Rang     |
| -------------------- | ---------------------------- | ------------- | ------------- | -------- | -------- |
| Laura-Georgeta Coman | Carabine à air comprimé 10 m | 628,0         | 9e            | Éliminée | Éliminée |

### Tir à l'arc
| Athlète              | Compétition        | Tour préliminaire | Tour préliminaire | 1er tour         | 2e tour          | 3e tour          | Quarts de finale | Demi-finale      | Finale / 3e place | Rang     |
| Athlète              | Compétition        | Score             | Rang              | Adversaire Score | Adversaire Score | Adversaire Score | Adversaire Score | Adversaire Score | Adversaire Score  | Rang     |
| -------------------- | ------------------ | ----------------- | ----------------- | ---------------- | ---------------- | ---------------- | ---------------- | ---------------- | ----------------- | -------- |
| Mădălina Amăistroaie | Individuel femmes, | 634               | 37e               | Long Défaite 2-6 | Éliminée         | Éliminée         | Éliminée         | Éliminée         | Éliminée          | Éliminée |

### Triathlon
| Athlète        | Compétition | Natation (1,5 km) | Transition 1 | Vélo (40 km) | Transition 2 | Course (10 km) | Temps          | Résultat |
| -------------- | ----------- | ----------------- | ------------ | ------------ | ------------ | -------------- | -------------- | -------- |
| Felix Duchampt | Hommes      | 18 min 39 s       | 38 s         | 57 min 42 s  | 29 s         | 31 min 38 s    | 1 h 49 min 6 s | 36e      |